# Quinzano d’Oglio
Quinzano d’Oglio – miejscowość i gmina we Włoszech, w regionie Lombardia, w prowincji Brescia.
Według danych na rok 2004 gminę zamieszkiwało 5826 osób, 277,4 os./km².